# Єран Ларссон (плавець)
Єран Ларссон (швед. Göran Larsson, 24 травня 1932 — 27 лютого 1989) — шведський плавець.
Призер Олімпійських Ігор 1952 року.
Чемпіон Європи з водних видів спорту 1950 року.